# ドミンゴ・フェルナンデス・ナバレテ
ドミンゴ・フェルナンデス・ナバレテ（Domingo Fernández Navarrete、1610年ごろ - 1686年2月16日）は、スペインのドミニコ会修道士。中国におけるイエズス会の布教方法を批判し、典礼論争に大きな役割を果たした。
中国名は閔明我(Mǐn Míngwǒ)。なお、イエズス会のグリマルディが同じ中国名を自称したため、どちらの閔明我かを注意する必要がある。

## 略歴
ナバレテはブルゴス地方のカストロヘリスに生まれ、1635年にドミニコ会に入会した。アジア宣教を志願して、1647年にまずメキシコへ行き、そこから翌年フィリピンに赴任した。
1658年に中国へ移り、福建省と浙江省で布教していたが、1665年に楊光先のキリスト教排撃（康熙暦獄）がはじまると、他の多くの宣教師とともに広州に幽閉された。広州では典礼問題について議論され、儒教に融和的なイエズス会の布教方法をナバレテらドミニコ会やフランシスコ会の宣教師は批判したが、1656年にアレクサンデル7世がイエズス会に都合のよい勅令を出していたため、儒教に寛容な方針を取ることが確認された。しかし、ナバレテは1669年末に広州を脱出してヨーロッパに戻り、ローマで典礼問題に関する質問状を提出した。
ナバレテは1676年に著作を出版した。全7部から構成された大部の書物で、第1部と第2部が中国の概説、第3部が孔子とその教えについて、第4部が『明心宝鑑』の翻訳、第5部がニコロ・ロンゴバルドの「上帝・天神・霊魂ほかの中国語の術語に関する論争についての短い解答」のスペイン語訳、第6部が自分の旅行記、第7部で典礼問題を扱っている。
- Tratados historicos, politicos, ethicos, y religiosos de la monarchia de China. Madrid: Imprenta Real (Google Books)

ナバレテは中国文化そのものは高く評価していたが、いちじるしく反イエズス会的であった。楊光先の批判の対象はイエズス会であってドミニコ会やフランシスコ会は無関係だと主張し、大秦景教流行中国碑の真実性も疑った。
ナバレテの書物は英語・フランス語・ドイツ語・イタリア語に翻訳され、とくにイギリスでよく読まれた。フランスではジャンセニスム、ヴォルテール、およびケネーらの重農主義に影響した。
ナバレテは、神学的な問題を論じた書物をさらに出版しようとしたが、イエズス会の抗議によって出版が差し止められた。1677年にナバレテはサントドミンゴ大司教区に派遣され、1682年に大司教に就任した。1686年にサントドミンゴで没した。

## 豆腐
ナバレテの著書は豆腐に関する言及があることでも知られる。ナバレテは「Teu Fu」について、豆の汁から作られたチーズに似た雪のように白い塊で、皇帝から庶民までが口にする、もっともありふれて安い食物と記述している。